# Guiomar de Ulloa
Guiomar de Ulloa (Toro, c. 1529-Ávila, 1585) fue una noble española conocida por su papel como protectora de los santos Teresa de Jesús y Pedro de Alcántara.

## Biografía
Fue hija del matrimonio formado por Pedro de Ulloa, regidor de Toro y su esposa, Aldonza de Guzmán. Tuvo otra hermana, Aldonza.
Hacia 1545 contrajo matrimonio con Francisco Dávila (o de Ávila) y Ulloa, señor de Salobralejo e importante caballero y regidor de Ávila, ciudad en la que había nacido la madre de Guiomar. El matrimonio establecería su residencia en una casa palacio situada en la plazuela de San Jerónimo con vuelta a la calle del Colegio, hoy del Duque de Alba. En 1552 quedó viuda y, a pesar de haber sido hasta entonces una mujer vanidosa y ligera, comenzó una vida de piedad animada por el contacto con San Pedro de Alcántara que había sido amigo de su marido.
Su hermana Aldonza profesó como monja en el monasterio de la Encarnación de Ávila. Esta relación con el monasterio de la Encarnación, hizo que la entonces Teresa de Ahumada pasará una temporada en el palacio de doña Guiomar entre 1555 y 1558. Allí coincidió con una beata, Maridíaz y además se formó una especie de tertulia espiritual de mujeres entre las que se encontraban una discípula de Maridíaz, Ana Reyes y otras mujeres como María de Ávila, Ana Wasteels (conocida como la flamenca) o Ana de Santo Domingo, hermana de Julián de Ávila. La cercanía del palacio de doña Guiomar al colegio de San Gil, de la Compañía de Jesús, hizo que Teresa de Ahumada comenzase a frecuentar a los jesuitas. En 1560 su casa acogió el conocimiento entre Pedro de Alcántara y Teresa de Jesús.

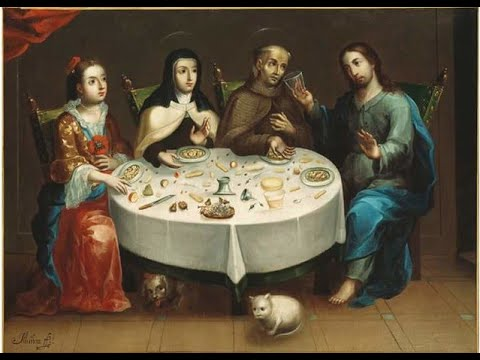
Óleo de la escuela mejicana del representando Comida de Cristo con Teresa de Ahumada y Pedro de Alcántara, a la derecha puede verse la representación de una dama identificada tradicionalmente con Guiomar de Ulloa.

La relación de Guiomar con Teresa de Ahumada continuó tras la vuelta de esta última al monasterio de la Encarnación en 1558. En el momento en el que Teresa concibe la vuelta a la antigua observancia de los carmelitas primitivos en un nuevo convento, es fuertemente apoyada por Guiomar de Ulloa. Doña Guiomar y su madre doña Aldonza se convertirán en patronas del nuevo convento de San José en Ávila, primero de la reforma emprendida por Teresa de Jesús.

Sobre doña Guiomar, escribió Teresa de Ahumada a su hermano Lorenzo de Cepeda, residente en Quito, lo siguiente:
Es espiritual harto. Ha más de cuatro que tenemos más estrecha amistad que puedo tener con hermana.
23 de diciembre de 1561
Murió en Ávila entre 1585 y 1592, sin que haya podido concretarse la fecha exacta. Fue enterrada en el convento de San Francisco.
Desde 2012 un foro de cultura en Ávila lleva su nombre.

## Matrimonio y descendencia
De su matrimonio con Francisco Dávila (-1552) tuvo cuatro hijos: un varón, Luis y tres hijas.
- Luis Dávila contraería matrimonio con la abulense Catalina de Pimentel Toledo del Águila, hija del también abulense Diego Velasco del Águila, caballero de la Orden de Santiago, señor de Villaviciosa; y de su esposa, Teresa de Toledo y Pimentel.
- Elvira de Guzmán.[13]

## Iconografía
No se conocen retratos contemporáneos de doña Guiomar de Ulloa. Sin embargo, ha sido representada como parte de un episodio de la vida de los Santos Teresa de Jesús y Pedro de Alcántara en que Cristo se sentó a la mesa con ellos. Algunos sitúan este episodio en el locutorio del monasterio de la Encarnación y otros en casa de doña Guiomar de Ulloa. En este último caso es en el que se encuentra representada Guiomar de Ulloa.

## En la cultura popular
En la serie Teresa de Jesús, dirigida por Josefina Molina en 1984, su papel es interpretado por Magüi Mira.

### Individuales
1. ↑  «Guiomar de Ulloa». Geneaordonez. Consultado el 28 de septiembre de 2023.
2. ↑  Serís, Homero (1956). «Nueva genealogía de Santa Teresa (Articulo-reseña)». Nueva Revista de Filología Hispánica 10 (3/4): 365-384. ISSN 0185-0121. Consultado el 28 de septiembre de 2023.
3. ↑  «Ejecutoria del pleito litigado por Guiomar de Ulloa, viuda de Francisco de Ávila de Ulloa, regidor, con Nicolás de Omaña, su fiador, todos vecinos de Toro (Zamora), sobre que le redima de su obligación como fiador de un censo de 8000 maravedíes anuales que había dado vendido a Antonio de Carro, vecino de Benavente (Zamora)». Portal de Archivos Españoles. 22 de febrero de 1575.
4. ↑  Merino Álvarez, 1926, p. 138.
5. ↑  San Juan de Piedras Albas, Bernardino de Melgar y Abreu (septiembre-octubre 1916). «Cuatro autógrafos inéditos de Santa Teresa de Jesús». Boletín de la Real Academia de la Historia (Real Academia de la Historia) 69: 317-343.
6. ↑  Donahue, Darcy (2009). «Writing Reform: Gender, Self, and Religious History in Early Modern Spain». Letras Femeninas 35 (1): 275-291. ISSN 0277-4356. Consultado el 28 de septiembre de 2023.
7. ↑  La Parra López, Santiago (1 de junio de 2017). «Francisco de Borja en el espejo de Teresa de Jesús (vidas paralelas unidas por la modernidad)». Studia Historica: Historia Moderna 39 (1): 327. ISSN 2386-3889. doi:10.14201/shhmo2017391327367. Consultado el 28 de septiembre de 2023.
8. ↑  Martínez Millán, José (2015). «La reforma espiritual de santa Teresa de Jesús y su relación con las facciones cortesanas de la monarquía hispana». Hispania sacra 67 (136): 429-466. ISSN 0018-215X. Consultado el 28 de septiembre de 2023.
9. ↑  González Dávila, Gil (1647). Teatro Eclesiastico De Las Iglesias Metropolitanas Y Catedrales De Los Reynos De Las Dos Castillas: Vidas De Svs Arzobispos, Y Obispos Y Cosas Memorables De Svs Sedes. Qve Contiene Las Iglesias De Sevilla, Palencia, Avila, Zamora, Coria, Calahorra Y Plasencia 2. Martinez. pp. 297-300. Consultado el 28 de septiembre de 2023.
10. ↑  Vázquez García, Francisco (2021). «El monasterio de San Jerónimo de Jesús de Ávila». Cuadernos abulenses (50): 169-196. ISSN 0213-0475. Consultado el 28 de septiembre de 2023.
11. ↑  G.-Villoslada, R. (1975). «Review of Documenta Primigenia ab Instituto Historico Teresiano edita. Vol. I : (1560-1571), Vol. II : (1578-1581), (Monumenta Historica Carmeli Teresiani 1-2)». Archivum Historiae Pontificiae 13: 462-464. ISSN 0066-6785. Consultado el 28 de septiembre de 2023.
12. ↑  MJ (19 de enero de 2014). «El foro «Guiomar de Ulloa»». Teresa, de la rueca a la pluma. Consultado el 28 de septiembre de 2023.
13. ↑  Madre de Dios y Steggink, 1977, p. 98.
14. ↑  Andrés Ordax, Salvador (1982). «Iconografía teresiano-alcantarina». Boletín del Seminario de Estudios de Arte y Arqueología: BSAA (48): 301-326. ISSN 0210-9573. Consultado el 29 de septiembre de 2023.